# Microchip Technology
Microchip Technology, ou tout simplement Microchip, est un fabricant de semi-conducteurs fondé en 1989, à partir d'une division de General Instrument.
Microchip produit les microcontrôleurs PIC, AVR et SAM, des microprocesseurs CORTEX, des FPGA, des composants radiofréquences, des composants de gestion des batteries, des interfaces, des composants analogiques, des circuits d'horloges, des composants USB et ethernet, des circuits PCI, des composants pour l'avionique et les applications spatiales.
Le siège social se trouve à Chandler en Arizona. Des unités de production sont situées à Tempe (Arizona) et Gresham (Oregon) et Colorado Springs (Colorado). 

## Histoire
Microchip Technology Inc. est une société de semi-conducteurs de renommée mondiale avec plus de 20,000 employés répartis dans 63 sites dans le monde.
Leader dans les domaines de l’embarqué, l’aérospatial, la défense, l’automobile, la robotique le pharmaceutique et le consommable grand public.
À la base d’une stratégie d’acquisitions, Microchip s’est doté de la plus large gamme de composants de l’industrie des semi-conducteurs tels que : microcontrôleurs (MCU), microprocesseurs (MPU), contrôleurs de réseaux câblés ou sans fil, Touch, l'Ethernet, les FPGA, gestion d’énergie, composants analogiques et bien d’autres, ayant une vaste expérience avec plus de 150.000 clients.
Microchip France englobe 4 sites : Rousset (13790), Nantes, Paris et Bruges. 
Microchip Rousset, présent dans la région depuis 1984 (précédemment ES2 1984-1995 et Atmel 1995-2016), emploie aujourd’hui plus de 200 personnes, principalement ingénieurs.
Étant le centre de R&D des microprocesseurs du groupe, il réalise des produits, depuis leur définition, leur industrialisation, software et hardware (passage du prototype à la mise en production) jusqu’au lancement sur le marché, adressant une offre unique d’outils tout-en-un avec les solutions visant à faciliter le développement et la conception de systèmes électroniques.
Le centre de Microchip Nantes est un site de R&D qui conçoit et développe des microcontrôleurs pour des applications industrielles, médicales, aérospatiales et de défense. Ce site conçoit et développe des produits que l'on peut retrouver dans les domaines de l'objet domestique, de l'électroménager, des loisirs, du fitness, de la réglementation, des automatismes, de l'automobile, du dispositif médical, des applications spatiales, des satellites et bien plus encore.
Microchip Bruges est un site de R&D développant des modules de puissance à base de silicium (Si) et de carbure de silicium (SiC) pour des applications industrielles, médicales, aérospatiales et de défense.
Quant à Microchip Paris il s'agit d'une filière commerciale et applications chargée du marché du sud de l'Europe. Composé des ventes et des ingénieurs de solutions embarquées, ils développent et soutiennent les activités de Microchip sur divers marchés tels que l'automobile, l'aérospatiale et la défense, l'industrie, le médical, les appareils électroménagers et les biens de consommation.

## Activité
- Microcontrôleurs, circuits intégrés de sécurisation et des outils de programmation de microcontrôleurs.

- Produits d'interface et analogiques.

- Mémoires, mémoires électriques effaçables et re-programmables

- FPGA (ex ACTEL)
- Produits réseaux (PHY, switch, optiques)
- Produits pour les PC (PCIe)

## Principaux actionnaires
Au 9 février 2020:
| Capital Research & Management  | 15,1% |
| The Vanguard Group             | 11,7% |
| Dodge & Cox                    | 10,6% |
| T. Rowe Price Associates       | 8,03% |
| Janus Capital Management       | 4,34% |
| SSgA Funds Management          | 3,96% |
| Perkins Investment Managemen   | 3,64% |
| Fidelity Management & Research | 2,97% |
| Principal Global Investors     | 2,40% |
| BlackRock Fund Advisors        | 2,40% |